# Radians
Radians och spektral radians är radiometriska storheter som beskriver mängden ljus (eller mer allmänt elektromagnetisk strålning) som passerar genom eller sänds ut från en given yta och faller inom en given rymdvinkel i en given riktning. SI-enheten för radians är watt per steradian per kvadratmeter (W·sr-1·m-2).
Radians beskriver total utsänd ljusmängd medan spektral radians beskriver utsänd ljusmängd vid en viss våglängd eller frekvens. Spektral radians har SI-enheten W·sr-1·m-3 uttryckt i våglängd eller W·sr-1·m-2·Hz-1 uttrryckt i frekvens.
Radians är ett användbart mått på ljus som sänds ut från en ljuskälla eller ljus som reflekteras från en yta då det enkelt går att beräkna mängden ljus som fångas av ett optiskt system som är riktat mot ljuskällan. Radians används även som kvalitetsmått på ljuskällor. Ju högre radians desto mer koncentrerat ljus. Hög radians är ett nödvändigt krav för att kunna fokusera ljuset från en ljuskälla till en liten yta med hög effekttäthet. Laserljus och synkotronljus är de typer av ljus som har högst radians.

## Intensitet
Radians blandas ibland ihop med intensitet. Intensitet är inte ett entydigt begrepp inom naturvetenskapen men inom radiometrin brukar intensitet (strålningsintensitet) beteckna effekt per rymdvinkelenhet.
| Storhet                            | Symbol      | SI-enhet                                                                          | Förkortning                      | Kommentar                                         |
| ---------------------------------- | ----------- | --------------------------------------------------------------------------------- | -------------------------------- | ------------------------------------------------- |
| Strålningsenergi                   | Q           | joule                                                                             | J                                | energi                                            |
| Strålningseffekt                   | Φ           | watt                                                                              | W                                | strålningsenergi per tidsenehet                   |
| Intensitet                         | I           | watt per steradian                                                                | W·sr−1                           | effekt per rymdvinkelenhet                        |
| Radians                            | L           | watt per steradian per kvadratmeter                                               | W·sr−1·m−2                       | effekt per rymdvinkelenhet per projicerad ytenhet |
| Irradians                          | E           | watt per kvadratmeter                                                             | W·m−2                            | effekt per projicerad ytenhet                     |
| Radiant exitans / Radiant emittans | M           | watt per kvadratmeter                                                             | W·m−2                            | effekt utsänd från ytan                           |
| Radiositet                         | J eller Jλ  | watt per kvadratmeter                                                             | W·m−2                            | utsänd plus reflekterad effekt som lämnar yta     |
| Spektral radians                   | Lλ eller Lν | watt per steradian per meter3 eller watt per steradian per kvadratmeter per hertz | W·sr−1·m−3 eller W·sr−1·m−2·Hz−1 | uttrycks vanligen i W·sr−1·m−2·nm−1               |
| Spektral irradians                 | Eλ eller Eν | watt per meter3 eller watt per kvadratmeter per hertz                             | W·m−3 eller W·m−2·Hz−1           | uttrycks vanligen i W·m−2·nm−1                    |